# 1726
Het jaar 1726 is het 26e jaar in de 18e eeuw volgens de christelijke jaartelling.

## Gebeurtenissen
mei
- 14 - De Groninger eerste minister van Spanje, Johan Willem Ripperda, wordt ontslagen en opgesloten te Segovia op beschuldiging van hoogverraad.

oktober
- 18 oktober - In een plakkaat van het hertogdom Gelre en het graafschap Zutphen wordt het Joden verboden zich in het gewest te vestigen, en om op doorreis van de openbare wegen af te wijken.

december
- 31 - Paus Benedictus XIII verklaart de jezuïeten Aloysius Gonzaga en Stanislaus Kostka heilig.

zonder datum
- In Nederland wordt een aantal officiële loterijen samengevoegd onder de naam Generaliteitsloterij.

## Muziek
- François Couperin componeert Les nations

## Bouwkunst

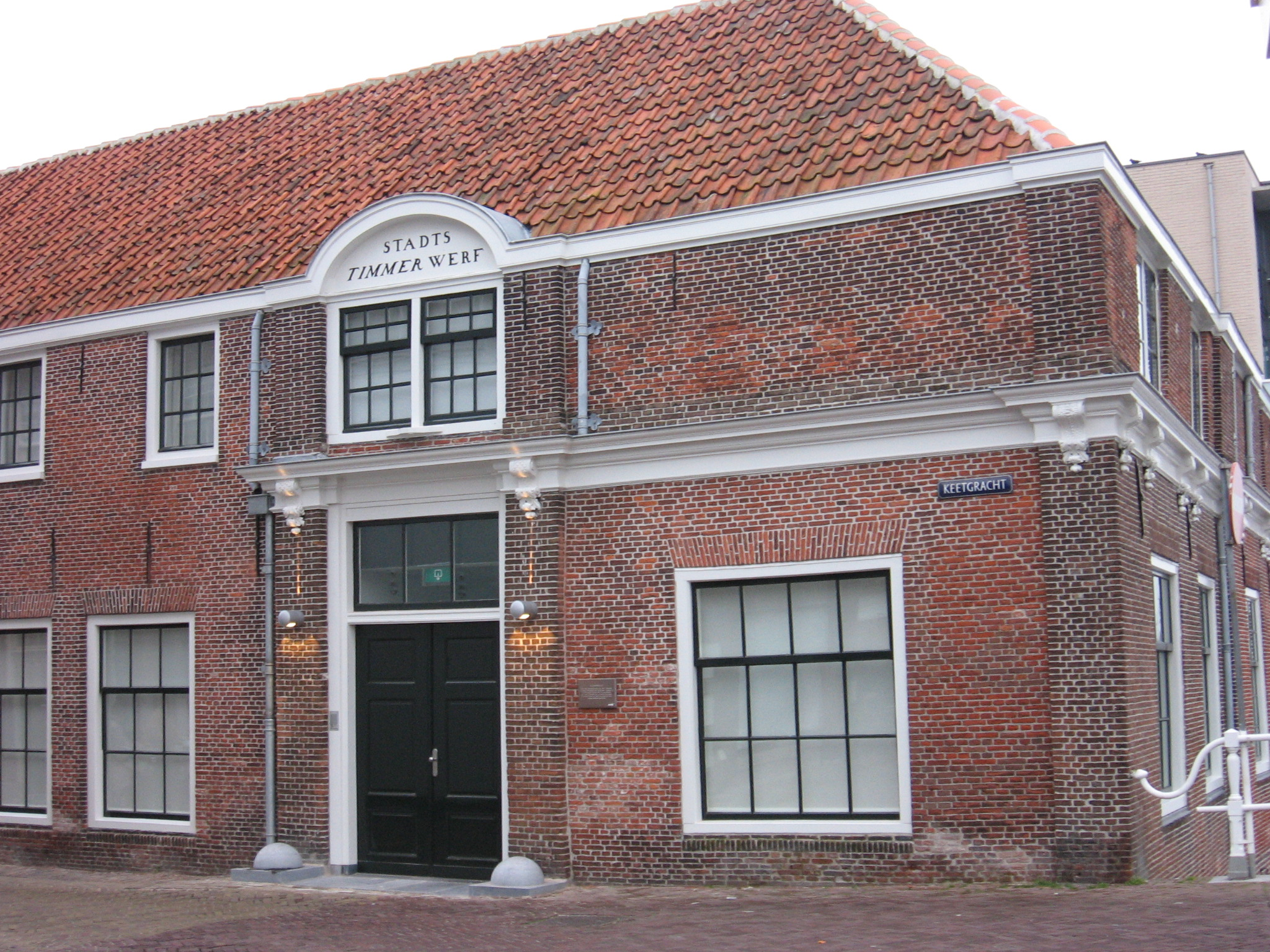
Stadstimmerwerf (Alkmaar) (1726)

## Geboren
april
- 6 - Gerardus Majella, Italiaans, later heilig verklaard, lekenbroeder van de Congregatie van de Allerheiligste Verlosser (overleden 1755)
- 20 - Joseph de Ferraris, in Frankrijk geboren Oostenrijks artillerie-generaal (overleden 1814)

mei
- 4 - William Roy, Schots militair ingenieur en onderzoeker van de klassieke oudheid (overleden 1790)

juli
- 8 - Gerhard Nicolaas Heerkens, Nederlands (Gronings) hekeldichter (overleden 1801)

september
- 7 - François Philidor, Frans schaker, musicus en componist (overleden 1795)

## Overleden
januari
- 2 - Domenico Zipoli (37), Italiaans componist

maart
- 26 - John Vanbrugh (62), Engels architect en toneelschrijver

april
- 26 - Jeremy Collier (75), Engels geestelijke en toneelcriticus

juni
- 18 - Michel-Richard Delalande (68), Frans componist

augustus
- 8 - Augusta (21), prinses van Baden-Baden, echtgenote van hertog Lodewijk van Orléans